# Młodzieżowe Drużynowe Mistrzostwa Polski na Żużlu 2003
Młodzieżowe Drużynowe Mistrzostwa Polski 2003 – zawody żużlowe, mające na celu wyłonienie medalistów młodzieżowych drużynowych mistrzostw Polski w sezonie 2003. Rozegrano eliminacje oraz finał.

## Finał
- Zielona Góra, 25 września 2003
- Sędzia: Piotr Lis

| Msc |                                                                                         | Drużyna / Zawodnik                                            | Biegi                            | Punkty |
| --- | --------------------------------------------------------------------------------------- | ------------------------------------------------------------- | -------------------------------- | ------ |
| 1   |                                                                                         | Polonia Piła                                                  | Polonia Piła                     | 45     |
| 1   | Robert Miśkowiak Tomasz Gapiński Michał Szczepaniak Krystian Klecha Mateusz Szczepaniak | (3,2,3,3,2) (3,3,3,2,3) (2,3,1,2,2) (2,1,w,2,3) ns            | 13 14 10 8                       |        |
| 2   |                                                                                         | Top Secret Włókniarz Częstochowa                              | Top Secret Włókniarz Częstochowa | 29     |
| 2   | Adam Pietraszko Jordan Jurczyński Zbigniew Czerwiński Artur Tomczyk Robert Marjankowski | (3,1,3,1,2) (1,0,wu,1,0) (2,3,2,3,1) (1,2,1,1,1) ns           | 10 2 11 6                        |        |
| 3   |                                                                                         | ZKŻ Quick Mix Zielona Góra                                    | ZKŻ Quick Mix Zielona Góra       | 23     |
| 3   | Alan Marcinkowski Tomasz Grabowski Bartosz Kasprowiak Rafał Kurmański                   | (d,d,2,0,1) (2,0,0,0,3) (3,2,1,3,3) (0,3,u/ns,ns,ns) {{{19}}} | 3 5 12 3                         |        |
| 4   |                                                                                         | GTŻ Primus Grudziądz                                          | GTŻ Primus Grudziądz             | 22     |
| 4   | Maciej Kierzkowski Przemysław Kłos Łukasz Dados Krzysztof Buczkowski Łukasz Pawlikowski | (d,2,2,0) (1,1,0) (0,3,1,0) (1,1,2,dst,1) (0,3,2,2)           | 4 2 4 5 7                        |        |